# Pteris microphylla
Pteris microphylla là một loài dương xỉ trong họ Pteridaceae. Loài này được Cav. mô tả khoa học đầu tiên năm 1806.
Danh pháp khoa học của loài này chưa được làm sáng tỏ. 